# Kyselina alfa-kyan-4-hydroxyskořicová
Kyselina α-kyan-4-hydroxyskořicová, je organická sloučenina patřící mezi deriváty kyseliny skořicové a fenylpropanoidy.

## MALDI
Kyselina α-kyan-4-hydroxyskořicová se používá jako matrice při analýze peptidů a nukleotidů MALDI hmotnostní spektrometrií.